# (815) Coppelia
(815) Coppelia ist ein Asteroid des Hauptgürtels, der am 2. Februar 1916 vom deutschen Astronomen Max Wolf in Heidelberg entdeckt wurde.
Benannt wurde der Asteroid nach dem Ballet Coppélia von Léo Delibes.